# Троеручица (деревня)
Троеручица — опустевшая деревня в Осташковском городском округе Тверской области.

## География
Находится в западной части Тверской области на расстоянии приблизительно 8 км на север-северо-восток по прямой от города Осташков на западном берегу озера Глубокое.

## История
Показана на карте 1941 года как погост. До 2017 года входила в Сорожское сельское поселение Осташковского района до их упразднения. Погост и часовня.

## Население
Численность населения: 1 человек (русские 100 %) в 2002 году, 1 в 2010.